# Rue du Quatrième-Zouaves
La rue du Quatrième-Zouaves est une voie du 4e secteur de Rosny-sous-Bois (Seine-Saint-Denis). Ancienne rue de Paris (jusque dans les années 1920), c'est une des principales rues de Rosny, partant du centre-ville jusqu'à la limite de Montreuil.
Il existe aussi une rue du Quatrième-Zouaves à Saint-Martin-de-Ré.

## Situation et accès

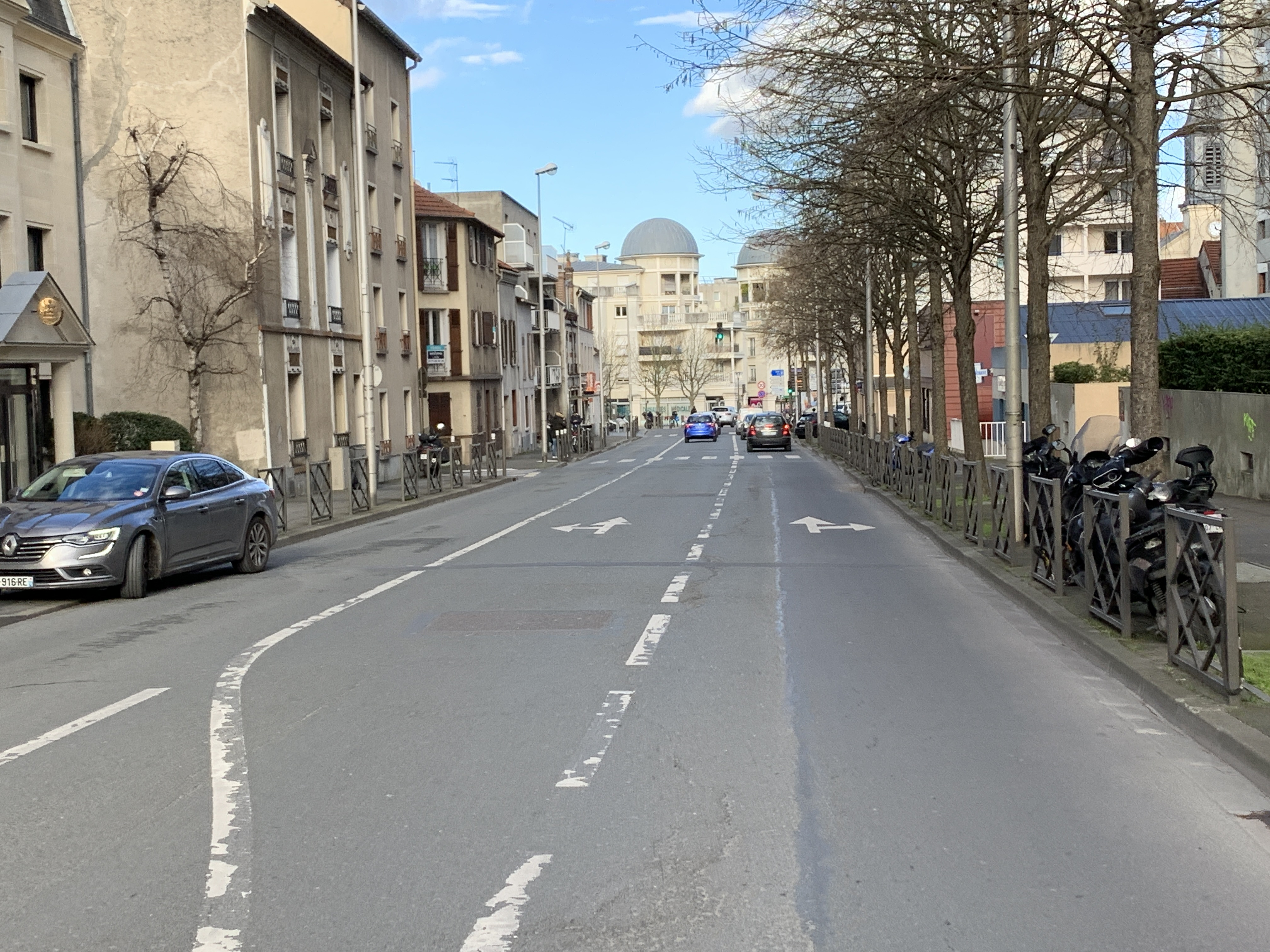
La rue du Quatrième-Zouaves.

Elle commence place de l'Église-Sainte-Geneviève, dans l’alignement de la rue Richard-Gardebled (rue de Villemomble jusqu’en 1913). Elle croise la rue du Général-Gallieni et l’avenue du Général-de-Gaulle (anciennement rue de Noisy).
Elle passe ensuite le carrefour de la rue de Nantueil et de la rue d'Estienne-d'Orves, puis franchit l’autoroute A86 et suit le tracé de la route départementale 37, qui longe le fort de Rosny. Elle rencontre ensuite la rue de Rosny au carrefour des boulevards Théophile-Sueur et de la Boissière.

## Origine du nom

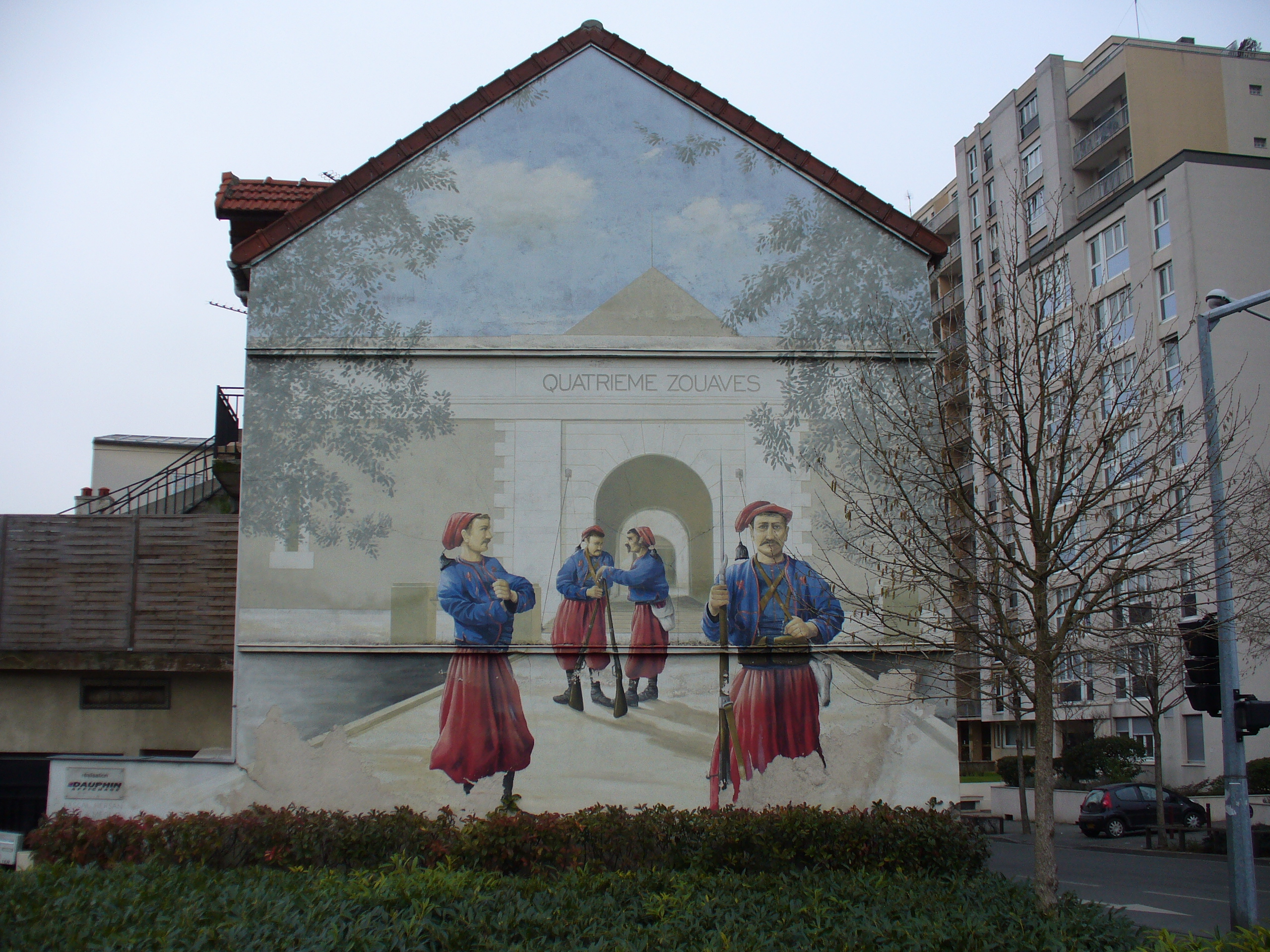
Zouaves de Rosny, fresque murale.

Elle rend hommage au 4e régiment de zouaves, régiment d’infanterie appartenant à l’Armée d'Afrique qui dépendait de l’armée de terre française. Ce régiment, qui s'est particulièrement illustré pendant la Première Guerre mondiale, avait l'un de ses bataillons stationnés au fort de Rosny, qui est desservi par cette rue.
C'est dans ce fort que le regroupement du régiment, venant d'Afrique du Nord, avait été effectué avant de rejoindre le front.

## Historique
Originellement appelée, « rue de Paris », du fait qu’elle était le chemin le plus direct du centre historique de Rosny vers la capitale, elle prend sa dénomination actuelle dans les années 1920.
Plusieurs communes de France ont également nommé une rue en l'honneur du 4e Zouaves comme à Sélestat, La Roche-Posay, Bry-sur-Marne, Saint-Martin-de-Ré, Médis...

## Bâtiments remarquables et lieux de mémoire
- Fort de Rosny
- Église Sainte-Geneviève

## Galerie photos

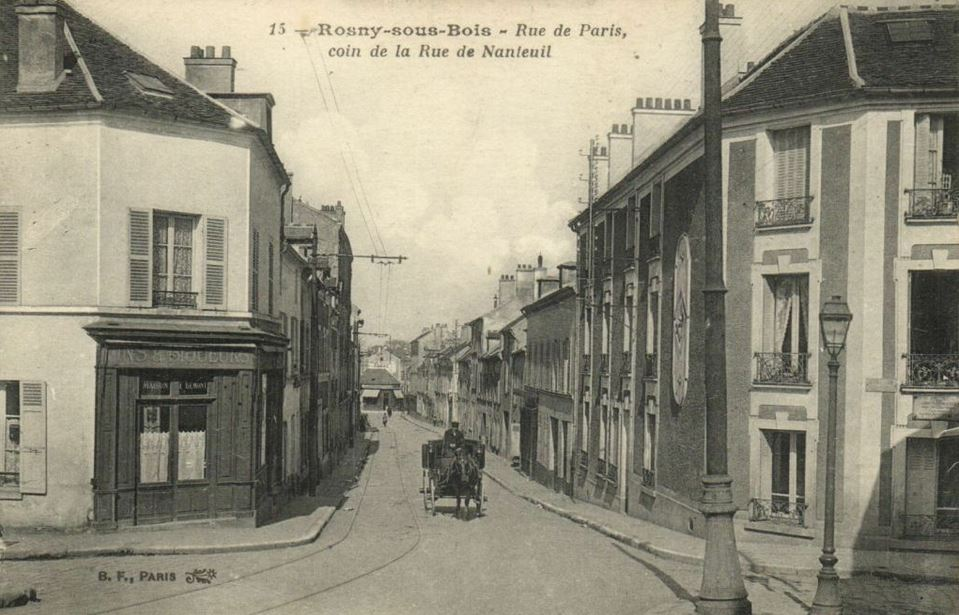
Rue de Paris (future rue du 4e Zouaves), au coin de la rue de Nanteuil
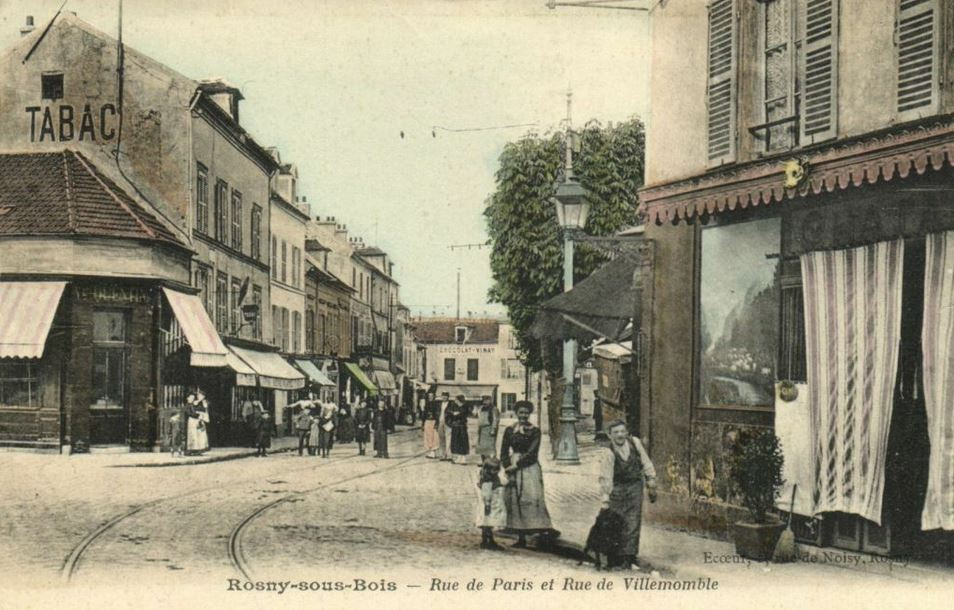
Rue de Paris et rue de Villemomble
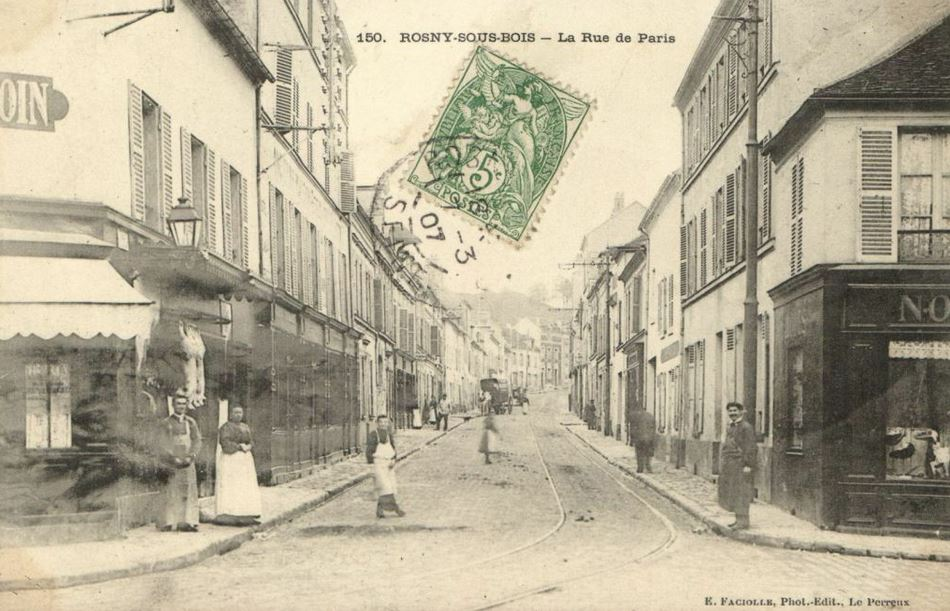
Rue de Paris avant 1907.